# Stathmos coronatus
Stathmos coronatus är en kräftdjursart som beskrevs av Barnard1940. Stathmos coronatus ingår i släktet Stathmos och familjen klotkräftor. Inga underarter finns listade i Catalogue of Life.